# 理查德·布林斯利·谢立丹
（1751年10月30日—1816年7月7日），或譯謝里丹，愛爾蘭劇作家，英國輝格黨政治家。谢立丹出生于一个演员家庭，从小就与剧院有接触，还做过得勒利街剧院的导演和股东。他总共写过七个剧本，其中有六部是在1775-1779年完成的。后来他积极参与政治活动，放弃了戏剧创作的生活。在谢立丹的创作中《情敌》（1775）和《造谣学校》（1777）占有最重要的地位。他的戏被归类为社会风俗喜剧，拜伦对他的戏剧和演说都十分推崇。

## 生平

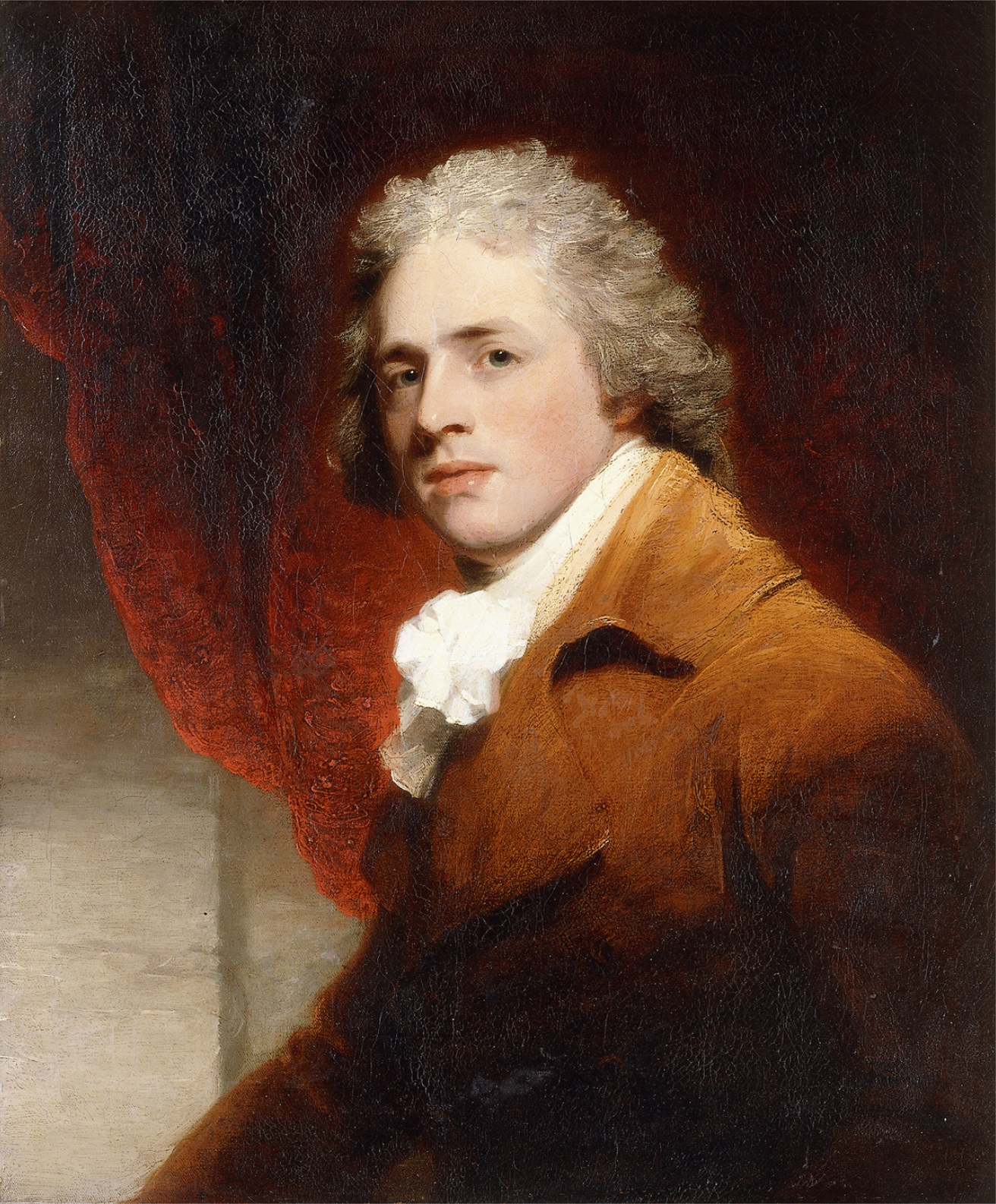
約翰·霍普納繪製的《紳士肖像》（Portrait of a Gentleman），畫中人物可能就是謝里丹

理查德·布林斯利·谢立丹出生於都柏林，家住多塞特街（Dorset Street）。他曾就讀於格拉夫頓街上的英語語法學校。1758年全家定居英格蘭。1762年至1768年間，他就讀於哈羅公學。
其母弗朗西丝·谢里登（Frances Sheridan）是一位劇作家、小說家，其父托馬斯·謝里丹（Thomas Sheridan）曾是都柏林皇家劇院（Theatre Royal）的經理、演員，但在搬到英格蘭後放棄了演藝工作，主要靠寫英語教育方面的書籍為生。他兒子從哈羅公學畢業後，他為兒子聘請了一位名叫路易斯·克爾（Lewis Ker）的私人教師，在倫敦的家中教他學習，另外又請了多米尼克·安傑洛（Domenico Angelo）教兒子擊劍和馬術。
1772年因他追求的女子伊麗莎白·安·林利（Elizabeth Ann Linley）遭公開誹謗，理查德·布林斯利·谢立丹與寫下造謠文章的托馬斯·馬修斯（Thomas Mathews）上尉發生兩次決鬥。第一次原定於海德公園，但因為人太多所以改到科文特花園的城堡酒館（Castle Tavern）。謝立丹獲勝，並接受了馬修的求饒。馬修公開道歉，但要求再次決鬥。第二次決鬥中二人的佩劍全都打到斷裂，人也都受了傷，但謝立丹傷得更重些，之後過了八天才緩過來。

《理查德·布林斯利·谢立丹夫人》，托馬斯·庚斯博羅

同年，他與伊麗莎白·安·林利結婚。1775年，謝立丹的《情敵》（The Rivals）在皇家歌劇院上演，同年，他的作品《伴娘》（The Duenna）也獲得了很大的成功。1777年，他的名作《造謠學校》上演。謝立丹成名極快，1776年從大衛·加里克手裡買下皇家劇院的股份，他後來寫下的作品也都在該劇院上演。

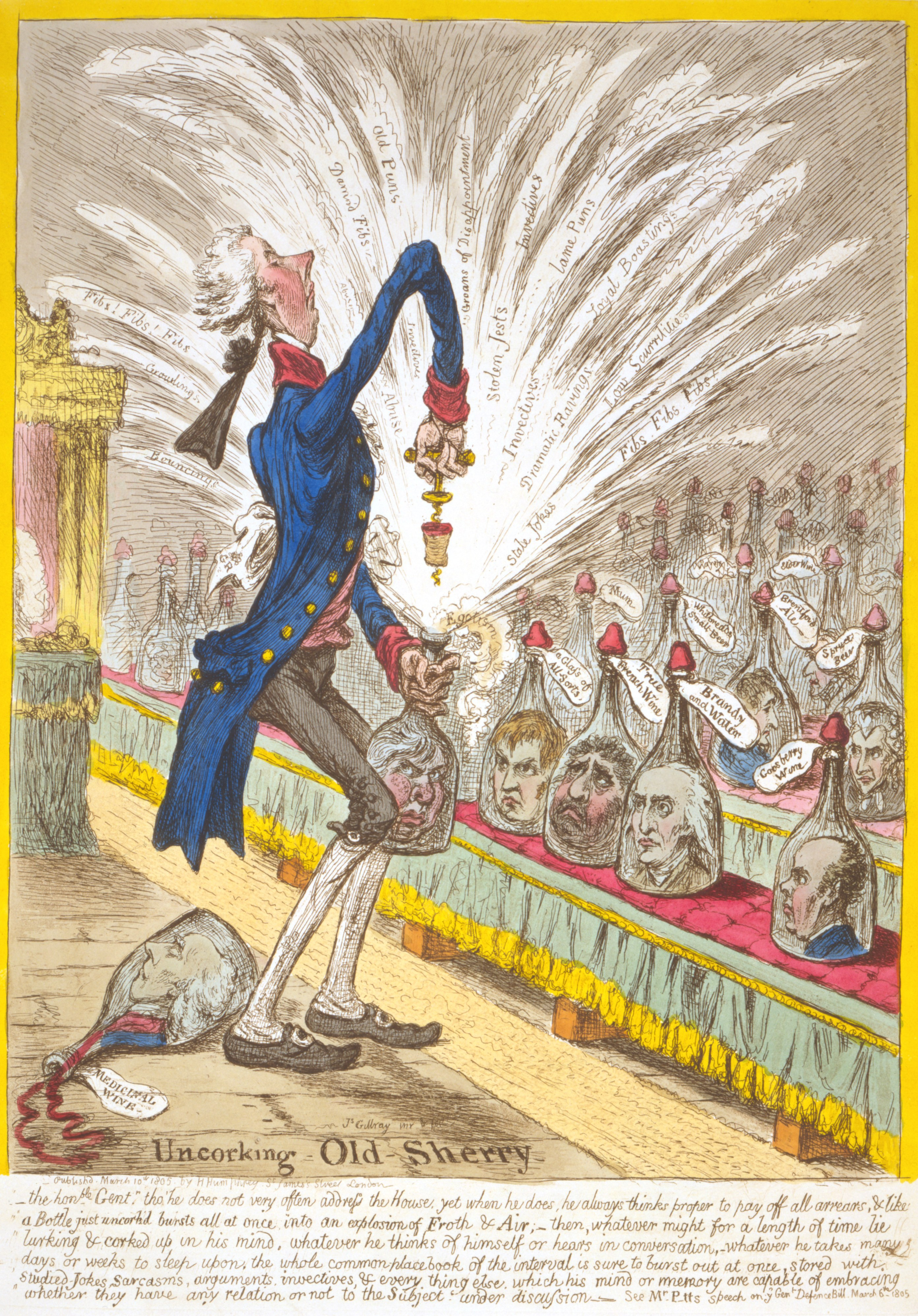
1805年詹姆斯·吉尔雷繪製的諷刺畫：謝立丹打開一瓶雪莉酒

1780年，謝立丹作為查爾斯·詹姆斯·福克斯的盟友進入下議院，但據說他的議員身份是花了五基尼買來的，所以他還一度發表演講闢謠。1787年，謝立丹彈劾沃倫·黑斯廷斯。1812年，他在下議院選舉中落選。
1815年12月，謝立丹疾篤，次年逝世，死後葬在西敏寺的詩人角。1825年，托馬斯·摩爾出版了《理查德·布林斯利·谢立丹生平回憶錄》（Memoirs of the Life of Richard Brinsley Sheridan）。